# Leptarctia wrighti
Leptarctia wrighti là một loài bướm đêm thuộc phân họ Arctiinae, họ Erebidae.